# 彩星りおん
彩星 りおん（あやほし りおん、1986年7月29日 - ）は、日本の女優。元宝塚歌劇団月組の娘役。
大阪府茨木市出身、同志社女子中学校卒業。公称身長164cm。愛称は「りっちー」、「りな」。

## 略歴
2002年、宝塚音楽学校に入学。同期生には蒼乃夕妃（元月組トップ娘役）、愛原実花（元雪組トップ娘役）、宇月颯などがいる。
2004年、90期生として宝塚歌劇団に入団。入団時の成績は22番。雪組『スサノオ／タカラヅカ・グローリー!!』で初舞台。その後、月組に配属。
2008年7月7日付けで、男役から娘役へ転向。
2010年4月、『THE SCARLET PIMPERNEL』の新人公演で初ヒロイン。
2011年7月、TAKARAZUKA SKY STAGEの第1期スカイ・ナビゲーターズに選ばれ、退団する翌年4月まで務めた。（後任は同期の琴音和葉）
2012年4月22日、『エドワード8世／Misty Station』の東京公演千秋楽をもって宝塚歌劇団を退団。
2012年6月、退団後初となるソロコンサートを開催した。

## 宝塚時代の主な舞台

### 月組男役時代
- 2005年2月、『エリザベート －愛と死の輪舞－』新人公演：カフェの男（本役：萌希彩人）
- 2005年7月、『BurbonStreet Bluce』（バウ）スマイル／ウォレス
- 2005年9月、『JAZZYな妖精たち／REVUE OF DREAMS』新人公演：ケビン（本役：明日海りお）
- 2006年2月、『あかねさす紫の花／REVUE OF DREAMS』（中日）大友皇子
- 2006年3月、『月組エンカレッジコンサート』（バウ）
- 2006年10月、『オクラホマ!』（日生）ジム
- 2007年1月、『パリの空よりも高く／ファンシー・ダンス』新人公演：ビクトール（本役：榎登也）
- 2007年5月、『ハロー!ダンシング』（バウ・ワークショップ）
- 2007年8月、『MAHOROBA －遥か彼方YAMATO－／マジシャンの憂鬱』新人公演：レオー（本役：龍真咲）
- 2007年12月、『HOLLYWOOD LOVER』（バウ・東京特別）チャールズ
- 2008年3月、『ME AND MY GIRL』新人公演：マリア公爵夫人（本役：出雲綾）

### 月組娘役時代
- 2008年8月、『グレート・ギャツビー』（日生）ギャツビー（少年時代）
- 2008年11月、『夢の浮橋／Apasionado!!』新人公演：六の君（本役：夏月都）
- 2009年3月、遼河はるひディナーショー『GLITTER』
- 2009年5月、『エリザベート －愛と死の輪舞－』女官、新人公演：マダム・ヴォルフ（本役：沢希理寿）
- 2009年10月、『ラスト・プレイ －祈りのように－／Heat on Beat!』新人公演：アイリーン（本役：憧花ゆりの）
- 2010年2月、『紫子／Heat on Beat!』（中日）玉木
- 2010年4月、『THE SCARLET PIMPERNEL』シュザンヌ／新人公演：マルグリット・サン・ジュスト（本役：蒼乃夕妃）＊新人公演初ヒロイン
- 2010年9月、『ジプシー男爵／Rhapsodic Moon』アルゼナ／新人公演：マリア・テレジア（本役：花瀬みずか）
- 2010年12月、『STUDIO 54』（ドラマシティ・東京特別）リア・マイヤー
- 2011年3月、『バラの国の王子／ONE －私が愛したものは…－』妹君
- 2011年7月、『アルジェの男／Dance Romanesque』エリザベート・ボランジュ
- 2011年11月、『我が愛は山の彼方に／Dance Romanesque』（全国ツアー）木槿の精、高麗軍
- 2012年2月、『エドワード8世－王冠を賭けた恋－／Misty Station－霧の終着駅－』ケント公妃マリーナ ＊退団公演

## 宝塚退団後の主な活動

### 舞台
- 2012年10月、『エリザベート スペシャルガラコンサート』（東急シアターオーブ・梅田芸術劇場）
- 2012年12月、『音楽劇 蒼穹のファフナー』カノン・メンフィス（博品館劇場）
- 2013年4月、『ディス・ワンダーランド』ハナ（青山円形劇場）
- 2013年10月、TAKARAZUKA WAY TO 100th ANNIVERSARY『DREAM,A DREAM』（東急シアターオーブ・梅田芸術劇場）
- 2014年5月、『セレブレーション100! 宝塚』（青山劇場・梅田芸術劇場）
- 2014年8月、『伯爵夫人の相続人』(リーガロイヤルホテル東京)

### コンサート
- 2012年6月17日、彩星りおんファーストコンサート『Heart to Heart』（神戸朝日ホール）　ゲスト：沢希理寿
- 2012年8月25日・26日、彩星りおんサロンコンサート（第一ホテル東京）
- 2015年5月31日、彩星りおんLIVE「Rion's Axis」（大阪梅田ボニーラ）